# Nozze istriane
Nozze istriane è un'opera di Antonio Smareglia su libretto di Luigi Illica, rappresentata per la prima volta a Trieste il 28 marzo 1895 diretta da Gianni Pomè. Al debutto poté contare su due interpreti d'eccezione: il soprano Gemma Bellincioni, già prima Santuzza nella Cavalleria rusticana di Pietro Mascagni, e suo marito Roberto Stagno, celebre tenore palermitano, anch'egli apprezzatissimo nella parte di Turiddu nella première romana di Cavalleria.
È l'unica opera del grande compositore istriano entrata nel repertorio lirico-teatrale internazionale e riproposta con una certa frequenza al giorno d'oggi.
Le molte analogie del soggetto di Nozze istriane con Cavalleria rusticana, unitamente all'utilizzo degli stessi interpreti, indussero alcuni critici a ritenere che Smareglia avesse aderito alla poetica di stampo verista, allora imperante, di alcuni autori della Giovane scuola italiana (Mascagni e Leoncavallo in particolare). In effetti la vicenda, ambientata a Dignano, nei pressi di Pola, si ispira a un torbido dramma d'amore e gelosia culminante nella morte di uno dei protagonisti, tema ricorrente all'epoca e di tipico gusto verista. Smareglia riesce tuttavia a conferire al suo capolavoro un senso della misura, un'eleganza di toni e di timbri musicali, pur nella vivace descrizione della realtà istriana, ben lontani dalla cieca e brutale passionalità di una Cavalleria rusticana o dei Pagliacci.

## Interpreti della prima rappresentazione
| Personaggio | Interprete               |
| ----------- | ------------------------ |
| Marussa     | Gemma Bellincioni        |
| Lorenzo     | Roberto Stagno           |
| Menico      | Ruggero Galli            |
| Biagio      | Rodolfo Angelini Fornari |
| Nicola      | Tito Scipione Terzi      |
| Luze        | Elisa Marcomini          |

## Trama
Nel 1895 nel villaggio istriano di Dignano Marussa e Lorenzo sono due giovani compaesani innamorati. Marussa però ha un altro pretendente, il ricco Nicola. Il povero padre di Marussa, Menico, viene convinto da Biagio, il violinista del villaggio, a dare la figlia in sposa a Nicola. Marussa non vorrebbe ma viene ingannata e si convince che Lorenzo non l'ami più e abbia un'altra donna, così si organizza il matrimonio con Nicola. Parlando con Luze però Marussa si rende conto che lei e Lorenzo sono vittime di una macchinazione e tra i due torna l'armonia. 
Nella sua stanza, poco prima delle nozze, Marussa implora Nicola di liberarla dall'impegno. Nicola rifiuta e Lorenzo (che aveva ascoltato nascosto) compare all'improvviso e attacca Nicola con un coltello: ma Nicola sfodera il suo coltello ed è più veloce, ed uccide Lorenzo. Alle grida disperate di Marussa accorrono gli invitati e l'opera si chiude così tragicamente.

## Discografia
- 1973 - Maria Chiara (Marussa), Ruggero Bondino (Lorenzo), Alessandro Cassis (Nicola), Alessandro Maddalena (Biagio), Carlo Zardo (Menico), Eleonora Jankovič (Luze) - Direttore: Manno Wolf-Ferrari - Orchestra e Coro del Teatro Verdi di Trieste - Registrazione dal vivo - Bongiovanni[2]
- 1999 - Svetlana Vassileva (Marussa), Ian Storey (Lorenzo), Alberto Mastromarino (Nicola), Giorgio Surjan (Biagio), Enzo Capuano (Menico), Katja Lytting (Luze) - Direttore: Tiziano Severini - Orchestra e Coro del Teatro Verdi di Trieste - Registrazione dal vivo - Bongiovanni BGV 2265[3]